# یوانیس فرانگودیس
یوانیس فرانگودیس (یونانی: Ιωάννης Φραγκούδης؛ ۱۸۶۳ – ۱۹ اکتبر ۱۹۱۶) یک تیرانداز اهل یونان بود.
از افتخارات وی میتوان به کسب مدال طلا تپانچه آتش سریع ۲۵ متر، مدال نقره تفنگ سه وضعیت ۳۰۰ متر آزاد و مدال برنز تپانچه ۳۰ متر آزاد در بازی‌های المپیک تابستانی ۱۸۹۶ اشاره کرد.